# Szpital św. Gertrudy w Berlinie
Szpital pw. św. Gertrudy (niem. St. Gertrauden-Krankenhaus) – szpital w Berlinie-Wilmersdorf, wybudowany w latach 1929–1930 roku przez Zgromadzenie Sióstr św. Katarzyny Dziewicy i Męczennicy. W latach 1945–1946 pełnił rolę domu generalnego zgromadzenia. Obecnie placówka wchodzi w skład szpitala uniwersyteckiego Charité.

## Historia

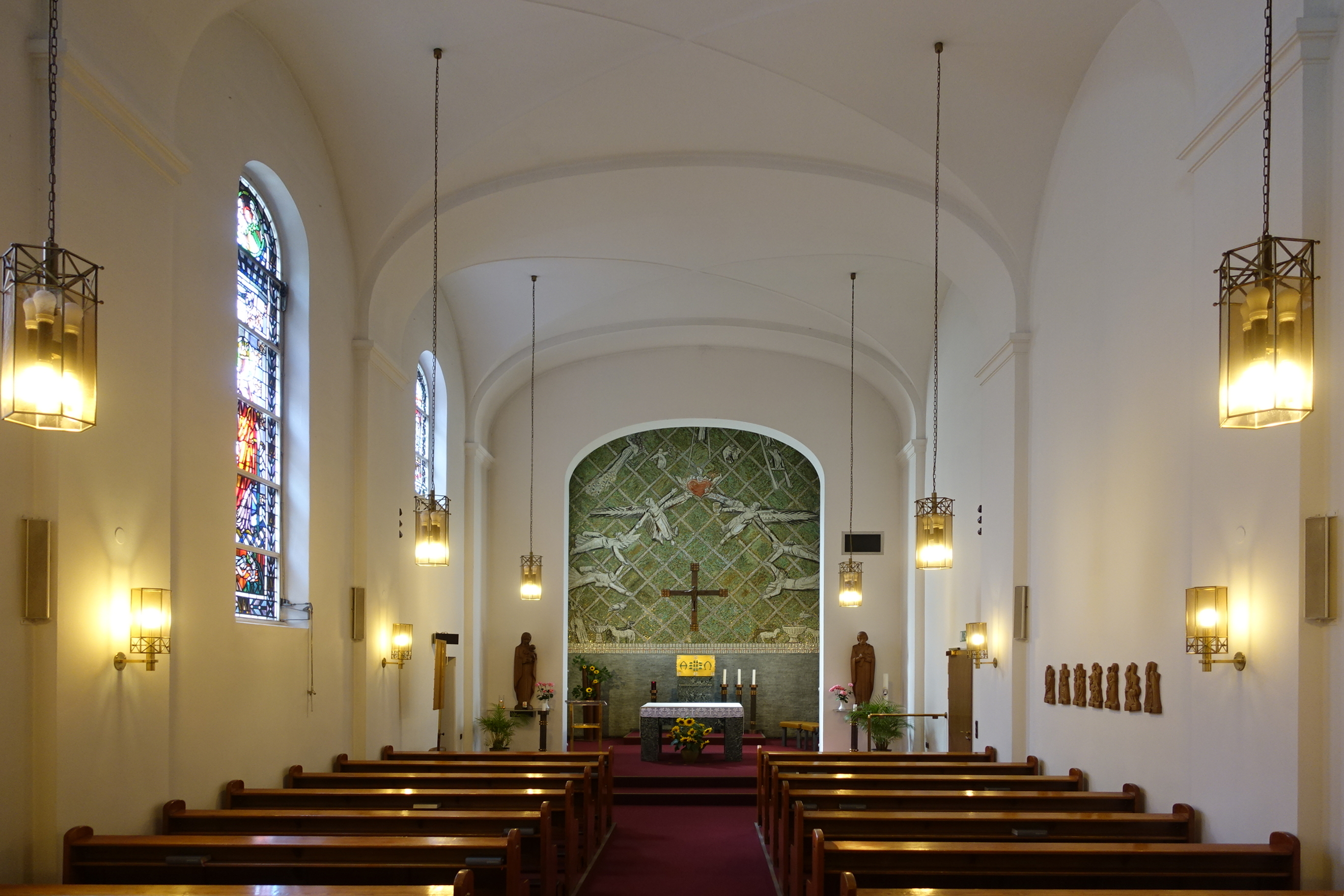
Kaplica w szpitalu

Siostry ze Zgromadzenia św. Katarzyny w Braniewie podjęły działalność misyjną w Berlinie – politycznym i ekonomicznym centrum Niemiec – w 1908 roku. 13 czerwca tegoż roku pięć sióstr pod kierownictwem 36-letniej pielęgniarki Aurelii Kuhn rozpoczęło posługę przy parafii katolickiej Bożego Ciała (Corpus Christi) w dzielnicy Prenzlauer Berg. Do tej właśnie parafii należało szczególnie dużo osób, którzy wyemigrowali do Berlina z Warmii, szukając pracy i lepszego życia.
Działalność katarzynek obejmowała tu opiekę nad chorymi oraz pracę z dziećmi w przedszkolu. Oprócz tego siostry odpowiadały za wystrój kościoła parafialnego. W 1910 ministerstwo wydało zgodę na ich posługiwanie w szpitalu w dzielnicy Nordend, który został zbudowany na 90 łóżek w 1905 roku. Dziesięć katarzynek pod kierownictwem siostry przełożonej Arcadii Schmalenbach (późniejszej matki generalnej) rozpoczęło w nim posługę. Przez to zakon zyskał możliwość zbierania doświadczenia w dużej nowoczesnej placówce medycznej w stolicy Niemiec.
Do wybudowania jednak własnego dużego szpitala w Berlinie przyczynił się przypadek. Katarzynki prowadzące szpitale już w wielu miejscowościach Prus dążyły w latach 20. XX w. do wybudowania szpitala w stolicy Prus Wschodnich – w Królewcu. Jednak protestanckie władze miasta nie wyraziły na to zgody, mimo wykupionej już w korzystnej lokalizacji działki pod budowę szpitala. Wskutek tego nowy zarząd generalny z matką Winefridą Herrmann zmienił plany i skierował swoje zaangażowanie na stolicę w Berlinie.
Dla kongregacji zakonnej w Braniewie było to niebotyczne wyzwanie. Dzięki wsparciu niemieckiego Caritasu i jej urzędników opracowany został plan wielomilionowej inwestycji. Sam tylko koszt zakupu działki budowlanej w Berlinie wyniósł 1,1 miliona ówczesnych marek (reichsmark). Pożyczki udzielone przez banki pozwoliły ruszyć z budową szpitala. Opracowanie planów i realizację budowy zlecono architektowi Hermannowi Bunning. Nowoczesny pięciopiętrowy szpital, mieszczący m.in. 5 sal operacyjnych, laboratoria, urządzenia rentgenowskie, kąpiele lecznicze oraz kaplicę został wybudowany w 15 miesięcy. Poświęcenie nowego szpitala na 500 miejsc nastąpiło 4 listopada 1930 roku. W tym czasie konwent zakonny liczył tylko 22 siostry i 11 postulantek.
5 listopada przyjęta została pierwsza pacjentka szpitala. Na oficjalne otwarcie szpitala w dniu 16 listopada zaproszono wielu dostojników, władze zarówno państwowe, jak i samorządowe, wielu lekarzy, przedstawicieli kas chorych, przyjaciół i darczyńców.
Sytuacja finansowa szpitala w początkowym okresie nie przedstawiała się dobrze. Jednym z powodów był na pewno kryzys polityczno-gospodarczy na początku lat 30. Do tego doszła konkurencja innych bardziej doświadczonych placówek oraz wysokie koszty własne. Placówka nie mogła też liczyć na dalsze wsparcie finansowe z diecezji warmińskiej. Dopiero w połowie lat 30. budżet szpitala zaczął się równoważyć. Również renoma szpitala wzrosła i zaczęto doceniać jego nowoczesny zakres usług i wyposażenie. Szpital zaczęły odwiedzać liczne wizytacje z kraju i zagranicy, co było z jednej strony bardzo uciążliwe, z drugiej czyniło placówce świetną reklamę.
Dzięki posługiwaniu w szpitalu św. Gertrudy berlińska placówka sióstr katarzynek zaczęła się szybko rozrastać. W tym największym ze wszystkich szpitali kongregacji posługiwały w 1932 roku 32 siostry, w 1935 było ich już 51. Wskutek dużego oddalenia od domu generalnego w Braniewie matka Arcadia Schmalenbach podjęła decyzję o rozdzieleniu zgromadzenia katarzynek na dwie prowincje. Stolica Apostolska zaakceptowała wniosek matki Arcadii w końcu 1934 roku. 7 kwietnia 1935 dokonano formalnego rozdziału zgromadzenia na dwie prowincje – warmińską i berlińską. Odtąd szpital św. Gertrudy podlegał prowincji berlińskiej katarzynek, której pierwszą matką prowincjonalną została Winefrida Herrmann.
28 kwietnia 1945 szpital został zajęty przez wojska radzieckie i zamieniony w szpital wojenny, jednak wkrótce po zakończeniu wojny żołnierze opuścili obiekt i przywrócono jego normalną działalność. W lipcu 1945 Berlin został podzielony na 4 sektory, Wilmersdorf znalazł się w strefie brytyjskiej. Szpital, w przeciwieństwie do innych obiektów w tej części Berlina, posiadał ważną zaletę – wodę z własnej studni, czego brakowało wówczas w wielu domostwach z powodu zniszczonej sieci wodociągowej. Działalność szybko w nim powróciła na normalne tory.
W okresie do 10 sierpnia 1945 do maja 1946 roku szpital św. Gertrudy pełnił ponadto rolę domu generalnego zgromadzenia katarzynek, po tym jak siostry z matką generalną Arcadią musiały opuścić ich siedzibę w Braniewie, uciekając przed okrucieństwami nadciągającej Armii Czerwonej.
W 1999 groziło szpitalowi zamknięcie, jednak udało się kryzys zażegnać. W 2007 szpital dysponował 410 łóżkami szpitalnymi na 12 oddziałach.